# UFC Fight Night: Dolidze vs. Imavov
UFC Fight Night: Dolidze vs. Imavov（ユーエフシー・ファイトナイト：ドリーゼ・バーサス・イマボフ、別名UFC Fight Night 235、UFC on ESPN+ 93）は、アメリカ合衆国の総合格闘技団体「UFC」の大会の一つ。2024年2月3日、ネバダ州ラスベガスのUFC APEXで開催された。

## 大会概要
本大会はロマン・ドリーゼとナッソーディン・イマボフのミドル級戦が組まれた。

## 試合結果

### プレリミナリーカード
第1試合 ヘビー級 5分3R
○  ジャマール・ポーグス vs.  トーマス・ピーターセン ×
3R終了 判定3-0（29-28、29-28、30-27）
第2試合 ライト級 5分3R
○  マルケル・メデロス vs.  ランドン・キニョネス ×
3R終了 判定3-0（29-28、29-28、29-28）
第3試合 128ポンド契約 5分3R
○  ルアナ・カロリーナ vs.  ユリア・ストリアレンコ ×
3R 4:52 TKO（パウンド）
※カロリーナの体重超過により女子フライ級から変更。
第4試合 フェザー級 5分3R
○  リー・ジョンヨン vs.  ブレイク・ビルダー ×
3R終了 判定3-0（30-27、30-27、30-27）
第5試合 ウェルター級 5分3R
○  テンバ・ゴリンボ vs.  ピート・ロドリゲス ×
1R 0:32 TKO（右フック→パウンド）
第6試合 フライ級 5分3R
○  チャールズ・ジョンソン vs.  アザト・マクスム ×
3R終了 判定3-0（29-28、29-28、29-28）
第7試合 女子ストロー級 5分3R
○  モリー・マッキャン vs.  ディアナ・ベルビタ ×
1R 4:59 腕ひしぎ十字固め

### メインカード
第8試合 ウェルター級 5分3R
○  チャールズ・ラドキ vs.  ギルバート・ウルビナ ×
1R 4:47 TKO（左フック→パウンド）
第9試合 ミドル級 5分3R
－  アリアスカブ・キズリエフ vs.  マフムート・ムラドフ －
1R 0:11 ノーコンテスト（偶発的なサミング）
第10試合 女子フライ級 5分3R
○  ナタリア・シウバ vs.  ビビアン・アラウジョ ×
3R終了 判定3-0（29-28、29-28、29-28）
第11試合 ウェルター級 5分3R
○  ランディ・ブラウン vs.  ムスリム・サリコフ ×
1R 3:17 KO（右ストレート→パウンド）
第12試合 ライト級 5分3R
○  ヘナート・モイカノ vs.  ドリュー・ドーバー ×
3R終了 判定3-0（29-28、29-28、29-28）
第13試合 ミドル級 5分5R
○  ナッソーディン・イマボフ vs.  ロマン・ドリーゼ ×
5R終了 判定2-0（49-44、47-47、48-46）

### 各賞
ファイト・オブ・ザ・ナイト：チャールズ・ジョンソン vs. アザト・マクスム
パフォーマンス・オブ・ザ・ナイト：ランディ・ブラウン、モリー・マッキャン
各選手にはボーナスとして5万ドルが授与された。

### カード変更
負傷などによるカードの変更は以下の通り。